# Ciucheți
Ciucheți – wieś w Rumunii, w okręgu Vâlcea, w gminie Sinești. W 2011 roku liczyła 269 mieszkańców.